# Станислава Будеч
Станислава Будеч (Улцињ, 28. април 1933.) српска је сликарка и педагошкиња из Црне Горе.

## Биографија
Станислава Будеч је завршила Умјетничку школу у Херцег Новом (1954) и Вишу педагошку школу у Никшићу (1963). Бавила се педагошким радом у Херцег Новом.
Теме њеног сликарства су приморски пејзаж, мртве природе и цвеће. Од сликарских техника користи акварел, а од графичких техника користи монотипију.

## Колективне изложбе
- Херцегновски зимски салон (1969, 1978, 1981, 1985);
- „Ликовни умјетници Црне Горе” (1975/76);
- Цетињски салон југословенске ликовне умјетности „13. новембар”, Цетиње (1980).

## Уметнички стил
Будеч лирски интонира композиције које карактерише експресиван гест и флуидно расипање колорита пастелних тонова, чију експанзију уметница контролише обрисима форми које зраче баршунастом мекоћом.